# 追われる男
『追われる男』（おわれるおとこ、Run for Cover）は、1955年に公開されたアメリカ合衆国の西部劇映画。監督はニコラス・レイ。出演はジェームズ・キャグニー、ヴィヴェカ・リンドフォース、ジョン・デレクなど。配給はパラマウント・ピクチャーズ。ビスタビジョン撮影作品。スウェンソン氏役ジーン・ハーショルトの遺作。

## キャスト
- マット・ドー：ジェームズ・キャグニー（吹替：近石真介）
- ヘルガ・スウェンソン：ヴィヴェカ・リンドフォース
- デイビー・ビショップ：ジョン・デレク
- スウェンソン氏：ジーン・ハーショルト
- ジェント・リー：グラント・ウィザース
- ラーセン：ジャック・ランバート（英語版）
- モーガン：アーネスト・ボーグナイン
- 保安官：レイ・ティール（英語版）
- スコッティ：アーヴィング・ベーコン
- ポールセン：トレヴァー・バーデット（英語版）
- ウォルシュ市長：ジョン・ミルジャン
- ドック・リッジウェイ：ガス・シリング（英語版）